# Halmahera Utara
Halmahera Utara (indonez. Kabupaten Halmahera Utara) – kabupaten w indonezyjskiej prowincji Moluki Północne. Jego ośrodkiem administracyjnym jest miasto Tobelo.
Kabupaten ten dzieli się na 17 kecamatanów:
- Malifut
- Kao Teluk
- Kao
- Kao Barat
- Kao Utara
- Tobelo Selatan
- Tobelo Barat
- Tobelo Timur
- Tobelo
- Tobelo Tengah
- Tobelo Utara
- Galela
- Galela Selatan
- Galela Barat
- Galela Utara
- Loloda Utara
- Loloda Kepulauan